# Bus à haut niveau de service de Lorient
Pour les articles homonymes, voir Triskell.
Pour un article plus général, voir IZILO.
Triskell est l'appellation d'un aménagement urbain lié au transport de l'unité urbaine de Lorient, dont la finalisation a eu lieu pour mi-2017. Triskell est considéré comme un TCSP (Transports collectifs en site propre). Cet aménagement permet aux bus, exploités par RATP Dev Lorient, exploitant du réseau IZILO, de circuler sur un site propre.

## Présentation
| Kerfichant Kesler Devillers Kervenanec |

Partant du centre de Lorient et allant dans trois directions différentes (d'où son nom), le Triskell est « l'artère » du réseau IZILO. Grâce à des couloirs réservés, la priorité aux feux aux carrefours, le Triskell permet aux bus de ne pas subir les ralentissements de la circulation et donc de gagner en temps, vitesse, régularité et fréquence et ainsi d'améliorer les déplacements.
Le Triskell mise aussi sur l'information aux voyageurs dans les bus, les stations, mais également sur le confort et l'accessibilité.
L'espace de partage entre les bus, voitures et piétons est également étudié. Toute la voirie est réaménagée pour que chacun puisse circuler librement avec un plan de circulation simplifié et apaisé. Le parcours est principalement en zone 30 et limité à 20 km/h pour les zones de rencontre.

## Historique

### Contexte
26 ans plus tôt avait déjà été inaugurée la mise en site propre du centre-ville de Lorient (entre la place Aristide Briand et le Cours de Chazelles), c'est donc dans ce contexte que s'inscrit la volonté d'améliorer ce réseau de sites propres jusqu'à toute l'agglomération.

### Phasage des travaux
Dès 2006 avaient déjà été lancés les travaux pour la première phase du Triskell dite "Triskell 1" ou "Triskell 2007" qui reliera le quartier Kesler-Devillers de Lanester à la Gare d'Échanges, revisitée à cette occasion. Cet aménagement s'accompagnera par la construction du nouveau Pont des Indes, qui est l'épine dorsale de la première phase de ce projet. Le Triskell 1 se termine en septembre 2007 en s'accompagnant par une restructuration du réseau CTRL dont cet aménagement constitue l'armature forte de ce réseau.
En 2015 débute la seconde phase du projet qui consiste à agrandir le réseau de sites propres en constituant les deux autres "branches" (la première étant celle de Lanester) du Triskell qui se voit prolongé jusqu'aux communes de Quéven et Ploemeur. C'est aussi à cette date que débute en parallèle la construction de la nouvelle Gare de Lorient qui constitue la nouvelle épine dorsale du réseau avec une interconnexion entre le réseau ferroviaire et le réseau routier facilitée.
La gare est inaugurée le 17 mai 2017 avec à l'occasion la déviation des lignes 52 et 60 par les quais de la nouvelle gare puis la rampe d'Oradour-sur-Glâne tandis que le tracé du Triskell à cette époque n'était toujours pas totalement défini dans le centre de Ploemeur.

### Aménagements annexes
Le 7 janvier 2019, la marque Triskell est devenue également celle des quatre lignes de bus structurantes du nouveau réseau IZILO (anciennement réseau IZILO), qui bénéficieront de l'ensemble des aménagements réalisés.

## Le réseau

### Lignes T1

#### Ligne T1a
| Ligne | Caractéristiques | Caractéristiques                                    | Caractéristiques                                    | Caractéristiques                                    | Caractéristiques                                    | Caractéristiques                                    | Caractéristiques                                    | Caractéristiques                                    | Caractéristiques                                    |
| T1a   | (Circulaire) Kerguillette ⥋ via le tour de la ville | (Circulaire) Kerguillette ⥋ via le tour de la ville | (Circulaire) Kerguillette ⥋ via le tour de la ville | (Circulaire) Kerguillette ⥋ via le tour de la ville | (Circulaire) Kerguillette ⥋ via le tour de la ville | (Circulaire) Kerguillette ⥋ via le tour de la ville | (Circulaire) Kerguillette ⥋ via le tour de la ville | (Circulaire) Kerguillette ⥋ via le tour de la ville | (Circulaire) Kerguillette ⥋ via le tour de la ville |
| ----- | --- | --------------------------------------------------- | --------------------------------------------------- | --------------------------------------------------- | --------------------------------------------------- | --------------------------------------------------- | --------------------------------------------------- | --------------------------------------------------- | --------------------------------------------------- |
| T1a   | Ouverture / Fermeture 7 janvier 2019 / — | Longueur —                                          | Durée —                                             | Nb. d’arrêts —                                      | Matériel —                                          | Jours de fonctionnement L, Ma, Me, J, V, S, D       | Jour / Soir / Nuit / Fêtes O / O / N / O            | Voy. / an —                                         | Dépôt RATP Dev - Celty                              |
| T1a   | Desserte : - Communes : Lorient - Gares desservies : Gare de Lorient. - Principaux arrêts desservis : Lorient Kerguillette > Gare d’Échanges > Les Ormes > Lorient Kerguillette - Date de dernière mise à jour : 7 septembre 2024. |                                                     |                                                     |                                                     |                                                     |                                                     |                                                     |                                                     |                                                     |
| T1a   | Autre : |                                                     |                                                     |                                                     |                                                     |                                                     |                                                     |                                                     |                                                     |
| T1a   | Dernière actualisation : — |                                                     |                                                     |                                                     |                                                     |                                                     |                                                     |                                                     |                                                     |

|   | Stations                   | Communes | Correspondance |
| - | -------------------------- | -------- | --- |
| ■ | Lorient Kerguillette       | Lorient  | Bus à haut niveau de service de Lorient#Ligne T1b |
| • | Schumann                   | Lorient  | Bus à haut niveau de service de Lorient#Ligne T1b |
| • | Quéro                      | Lorient  | Bus à haut niveau de service de Lorient#Ligne T1b |
| • | Saint Armel                | Lorient  | Bus à haut niveau de service de Lorient#Ligne T1b |
| • | Le Pan                     | Lorient  | Bus à haut niveau de service de Lorient#Ligne T1b |
| • | Mandel                     | Lorient  | Bus à haut niveau de service de Lorient#Ligne T1b |
| • | Kennedy                    | Lorient  | Bus à haut niveau de service de Lorient#Ligne T1b |
| • | Berlioz                    | Lorient  | Bus à haut niveau de service de Lorient#Ligne T1b |
| • | Massenet                   | Lorient  | Bus à haut niveau de service de Lorient#Ligne T1b |
| • | Bois du Château            | Lorient  | Bus à haut niveau de service de Lorient#Ligne T1b |
| • | Le Scorff                  | Lorient  | Bus à haut niveau de service de Lorient#Ligne T1b |
| • | Collège de Tréfaven        | Lorient  | Bus à haut niveau de service de Lorient#Ligne T1b |
| • | Louis Roche                | Lorient  | Bus à haut niveau de service de Lorient#Ligne T1b |
| • | Normandie                  | Lorient  | Bus à haut niveau de service de Lorient#Ligne T1b · Liste des lignes de bus de Lorient#Ligne 10 |
| • | Lorient Gare SNCF          | Lorient  | Liste des lignes de bus de Lorient#Ligne 10 · Liste des lignes de bus de Lorient#Ligne 13 |
| • | Gare d'Echanges            | Lorient  | Bus à haut niveau de service de Lorient#Ligne T1b · Bus à haut niveau de service de Lorient#Ligne T2 · Bus à haut niveau de service de Lorient#Ligne T3 · Bus à haut niveau de service de Lorient#Ligne T4 · Bus à haut niveau de service de Lorient#Ligne T5 · Liste des lignes de bus de Lorient#Ligne 10 · Liste des lignes de bus de Lorient#Ligne 11 · Liste des lignes de bus de Lorient#Ligne 13 |
| • | Chazelles-Hôpital          | Lorient  | Bus à haut niveau de service de Lorient#Ligne T1b · Bus à haut niveau de service de Lorient#Ligne T2 · Bus à haut niveau de service de Lorient#Ligne T3 · Bus à haut niveau de service de Lorient#Ligne T4 · Bus à haut niveau de service de Lorient#Ligne T5 · Liste des lignes de bus de Lorient#Ligne 10 · Liste des lignes de bus de Lorient#Ligne 11 · Liste des lignes de bus de Lorient#Ligne 13 |
| • | Alsace Lorraine            | Lorient  | Bus à haut niveau de service de Lorient#Ligne T1b · Bus à haut niveau de service de Lorient#Ligne T2 · Bus à haut niveau de service de Lorient#Ligne T3 · Bus à haut niveau de service de Lorient#Ligne T4 · Bus à haut niveau de service de Lorient#Ligne T5 · Liste des lignes de bus de Lorient#Ligne 10 · Liste des lignes de bus de Lorient#Ligne 11                                               |
| • | Faouëdic                   | Lorient  | Bus à haut niveau de service de Lorient#Ligne T1b · Bus à haut niveau de service de Lorient#Ligne T2 · Bus à haut niveau de service de Lorient#Ligne T3 · Bus à haut niveau de service de Lorient#Ligne T4 · Bus à haut niveau de service de Lorient#Ligne T5 · Liste des lignes de bus de Lorient#Ligne 10 · Liste des lignes de bus de Lorient#Ligne 11                                               |
| • | Sécurité Sociale           | Lorient  | Bus à haut niveau de service de Lorient#Ligne T1b · Bus à haut niveau de service de Lorient#Ligne T2 · Bus à haut niveau de service de Lorient#Ligne T3 · Bus à haut niveau de service de Lorient#Ligne T4 · Bus à haut niveau de service de Lorient#Ligne T5 · Liste des lignes de bus de Lorient#Ligne 10 · Liste des lignes de bus de Lorient#Ligne 11                                               |
| • | La Marne                   | Lorient  | Bus à haut niveau de service de Lorient#Ligne T1b · Bus à haut niveau de service de Lorient#Ligne T5 |
| • | Chant des Oiseaux          | Lorient  | Bus à haut niveau de service de Lorient#Ligne T1b |
| • | Tonkin                     | Lorient  | Bus à haut niveau de service de Lorient#Ligne T1b |
| • | Frébault                   | Lorient  | Bus à haut niveau de service de Lorient#Ligne T1b |
| • | La Puce                    | Lorient  | Bus à haut niveau de service de Lorient#Ligne T1b · Bus à haut niveau de service de Lorient#Ligne T4 |
| • | Lycées                     | Lorient  | Bus à haut niveau de service de Lorient#Ligne T1b · Bus à haut niveau de service de Lorient#Ligne T2 · Bus à haut niveau de service de Lorient#Ligne T3 · Bus à haut niveau de service de Lorient#Ligne T4 · Liste des lignes de bus de Lorient#Ligne 11 |
| • | Campus Lettres             | Lorient  | Bus à haut niveau de service de Lorient#Ligne T1b · Bus à haut niveau de service de Lorient#Ligne T2 · Bus à haut niveau de service de Lorient#Ligne T3 · Liste des lignes de bus de Lorient#Ligne 11 |
| • | Bibliothèque Universitaire | Lorient  | Bus à haut niveau de service de Lorient#Ligne T1b · Bus à haut niveau de service de Lorient#Ligne T3 · Liste des lignes de bus de Lorient#Ligne 10 · Liste des lignes de bus de Lorient#Ligne 11 |
| • | Joseph Hénaff              | Lorient  | Bus à haut niveau de service de Lorient#Ligne T1b · Liste des lignes de bus de Lorient#Ligne 11 |
| • | Les Ormes                  | Lorient  | Bus à haut niveau de service de Lorient#Ligne T1b · Liste des lignes de bus de Lorient#Ligne 11 |
| • | Bollardière                | Lorient  | Bus à haut niveau de service de Lorient#Ligne T1b |
| • | Kerfichant                 | Lorient  | Bus à haut niveau de service de Lorient#Ligne T1b · Liste des lignes de bus de Lorient#Ligne 13 |
| • | Le Plénéno                 | Lorient  | Bus à haut niveau de service de Lorient#Ligne T1b · Liste des lignes de bus de Lorient#Ligne 13 |
| • | Chambre des Métiers        | Lorient  | Bus à haut niveau de service de Lorient#Ligne T1b · Liste des lignes de bus de Lorient#Ligne 13 |
| • | Rond-point de Keryado      | Lorient  | Bus à haut niveau de service de Lorient#Ligne T1b · Liste des lignes de bus de Lorient#Ligne 13 |
| ■ | Lorient Kerguillette       | Lorient  | Bus à haut niveau de service de Lorient#Ligne T1b |

#### Ligne T1b
| Ligne | Caractéristiques | Caractéristiques                                    | Caractéristiques                                    | Caractéristiques                                    | Caractéristiques                                    | Caractéristiques                                    | Caractéristiques                                    | Caractéristiques                                    | Caractéristiques                                    |
| T1b   | (Circulaire) Kerguillette ⥋ via le tour de la ville | (Circulaire) Kerguillette ⥋ via le tour de la ville | (Circulaire) Kerguillette ⥋ via le tour de la ville | (Circulaire) Kerguillette ⥋ via le tour de la ville | (Circulaire) Kerguillette ⥋ via le tour de la ville | (Circulaire) Kerguillette ⥋ via le tour de la ville | (Circulaire) Kerguillette ⥋ via le tour de la ville | (Circulaire) Kerguillette ⥋ via le tour de la ville | (Circulaire) Kerguillette ⥋ via le tour de la ville |
| ----- | --- | --------------------------------------------------- | --------------------------------------------------- | --------------------------------------------------- | --------------------------------------------------- | --------------------------------------------------- | --------------------------------------------------- | --------------------------------------------------- | --------------------------------------------------- |
| T1b   | Ouverture / Fermeture 7 janvier 2019 / — | Longueur —                                          | Durée —                                             | Nb. d’arrêts —                                      | Matériel —                                          | Jours de fonctionnement L, Ma, Me, J, V, S, D       | Jour / Soir / Nuit / Fêtes O / O / N / O            | Voy. / an —                                         | Exploitant RATP Dev-Celty                           |
| T1b   | Desserte : - Communes : Lorient - Gares desservies : Gare de Lorient. - Principaux arrêts desservis : Lorient Kerguillette > Les Ormes > Gare d'Échanges > Lorient Kerguillette - Date de dernière mise à jour : 7 septembre 2024. |                                                     |                                                     |                                                     |                                                     |                                                     |                                                     |                                                     |                                                     |
| T1b   | Autre : |                                                     |                                                     |                                                     |                                                     |                                                     |                                                     |                                                     |                                                     |
| T1b   | Dernière actualisation : — |                                                     |                                                     |                                                     |                                                     |                                                     |                                                     |                                                     |                                                     |

### Ligne T2
| Ligne | Caractéristiques | Caractéristiques                                                       | Caractéristiques                                                       | Caractéristiques                                                       | Caractéristiques                                                       | Caractéristiques                                                       | Caractéristiques                                                       | Caractéristiques                                                       | Caractéristiques                                                       |
| T2    | Lanester — Parc des expositions ⥋ Lorient — La base - Cité de la voile | Lanester — Parc des expositions ⥋ Lorient — La base - Cité de la voile | Lanester — Parc des expositions ⥋ Lorient — La base - Cité de la voile | Lanester — Parc des expositions ⥋ Lorient — La base - Cité de la voile | Lanester — Parc des expositions ⥋ Lorient — La base - Cité de la voile | Lanester — Parc des expositions ⥋ Lorient — La base - Cité de la voile | Lanester — Parc des expositions ⥋ Lorient — La base - Cité de la voile | Lanester — Parc des expositions ⥋ Lorient — La base - Cité de la voile | Lanester — Parc des expositions ⥋ Lorient — La base - Cité de la voile |
| ----- | --- | ---------------------------------------------------------------------- | ---------------------------------------------------------------------- | ---------------------------------------------------------------------- | ---------------------------------------------------------------------- | ---------------------------------------------------------------------- | ---------------------------------------------------------------------- | ---------------------------------------------------------------------- | ---------------------------------------------------------------------- |
| T2    | Ouverture / Fermeture 7 janvier 2019 / — | Longueur —                                                             | Durée 40 min                                                           | Nb. d’arrêts 34                                                        | Matériel Standards Articulés                                           | Jours de fonctionnement L, Ma, Me, J, V, S, D                          | Jour / Soir / Nuit / Fêtes O / O / N / O                               | Voy. / an —                                                            | Exploitant RATP Dev-Celty                                              |
| T2    | Desserte : - Ville et lieux desservis : Lanester et Lorient - Gares desservies : Gare de Lorient. |                                                                        |                                                                        |                                                                        |                                                                        |                                                                        |                                                                        |                                                                        |                                                                        |
| T2    | Autre : - Certains services sont mutualisés avec ceux de la ligne , le changement se fait au terminus commun Parc des Expositions. - En période scolaire uniquement, des bus articulés circulent sur la ligne. - Date de dernière mise à jour : 7 septembre 2024. |                                                                        |                                                                        |                                                                        |                                                                        |                                                                        |                                                                        |                                                                        |                                                                        |
| T2    | Dernière actualisation : — |                                                                        |                                                                        |                                                                        |                                                                        |                                                                        |                                                                        |                                                                        |                                                                        |

|  |   |   |   |  | Stations                   | Lat/Long | Communes | Correspondances |
|  | - | - | - |  | -------------------------- | -------- | -------- | --------------- |
|  |   | ■ |   |  | Parc des Expositions       |          | Lanester |                 |
|  | ⇃ |   |   |  | La Guern                   |          | Lanester |                 |
|  |   |   | ↾ |  | Gagarine                   |          | Lanester |                 |
|  |   | o |   |  | Fichoux                    |          | Lanester |                 |
|  |   | o |   |  | Marat                      |          | Lanester |                 |
|  |   | o |   |  | Kesler Devillers           |          | Lanester |                 |
|  |   | o |   |  | Petit Lanester             |          | Lanester |                 |
|  |   | o |   |  | Lycée Jean Macé            |          | Lanester |                 |
|  |   | o |   |  | Quai 9                     |          | Lanester |                 |
|  |   | o |   |  | Le Studio                  |          | Lanester |                 |
|  |   | o |   |  | Rotonde                    |          | Lanester |                 |
|  |   | o |   |  | Square Noury               |          | Lanester |                 |
|  |   | o |   |  | Kerdavid                   |          | Lanester |                 |
|  |   | o |   |  | Anse                       |          | Lanester |                 |
|  |   | o |   |  | Verdun                     |          | Lorient  |                 |
|  |   | o |   |  | Kerentrech                 |          | Lorient  |                 |
|  |   | o |   |  | Gare d'Échanges            |          | Lorient  |                 |
|  |   | o |   |  | Chazelles-Hôpital          |          | Lorient  |                 |
|  |   | o |   |  | Alsace Lorraine            |          | Lorient  |                 |
|  |   | o |   |  | Faouëdic                   |          | Lorient  |                 |
|  |   | o |   |  | Sécurité Sociale           |          | Lorient  |                 |
|  |   | o |   |  | Bayard                     |          | Lorient  |                 |
|  |   | o |   |  | Merville                   |          | Lorient  |                 |
|  |   | o |   |  | Lycées                     |          | Lorient  |                 |
|  |   | o |   |  | Campus lettres             |          | Lorient  |                 |
|  |   | o |   |  | Gaston Le Lain             |          | Lorient  |                 |
|  |   | o |   |  | Kervénanec                 |          | Lorient  |                 |
|  |   | o |   |  | Capitaine Marienne         |          | Lorient  |                 |
|  |   | o |   |  | Chenailler                 |          | Lorient  |                 |
|  |   | o |   |  | Le Ter                     |          | Lorient  |                 |
|  |   | o |   |  | Kérolay                    |          | Lorient  |                 |
|  |   | o |   |  | François Toullec           |          | Lorient  |                 |
|  |   | ■ |   |  | La Base - Cité de la Voile |          | Lorient  |                 |

### Ligne T3
| Ligne | Caractéristiques | Caractéristiques                                      | Caractéristiques                                      | Caractéristiques                                      | Caractéristiques                                      | Caractéristiques                                      | Caractéristiques                                      | Caractéristiques                                      | Caractéristiques                                      |
| T3    | Lanester — Parc des expositions ⥋ Ploemeur — Les Pins | Lanester — Parc des expositions ⥋ Ploemeur — Les Pins | Lanester — Parc des expositions ⥋ Ploemeur — Les Pins | Lanester — Parc des expositions ⥋ Ploemeur — Les Pins | Lanester — Parc des expositions ⥋ Ploemeur — Les Pins | Lanester — Parc des expositions ⥋ Ploemeur — Les Pins | Lanester — Parc des expositions ⥋ Ploemeur — Les Pins | Lanester — Parc des expositions ⥋ Ploemeur — Les Pins | Lanester — Parc des expositions ⥋ Ploemeur — Les Pins |
| ----- | --- | ----------------------------------------------------- | ----------------------------------------------------- | ----------------------------------------------------- | ----------------------------------------------------- | ----------------------------------------------------- | ----------------------------------------------------- | ----------------------------------------------------- | ----------------------------------------------------- |
| T3    | Ouverture / Fermeture 7 janvier 2019 / — | Longueur —                                            | Durée 51 min                                          | Nb. d’arrêts 48                                       | Matériel Standards Articulés                          | Jours de fonctionnement L, Ma, Me, J, V, S, D         | Jour / Soir / Nuit / Fêtes O / O / N / O              | Voy. / an —                                           | Exploitant RATP Dev                                   |
| T3    | Desserte : - Ville et lieux desservis : Lanester, Lorient et Ploemeur - Gares desservies : Gare de Lorient. |                                                       |                                                       |                                                       |                                                       |                                                       |                                                       |                                                       |                                                       |
| T3    | Autre : - Certains services sont mutualisés avec ceux de la ligne , le changement se fait au terminus commun Parc des Expositions. - En période scolaire uniquement, des bus articulés circulent sur la ligne. - Date de dernière mise à jour : 7 septembre 2024. |                                                       |                                                       |                                                       |                                                       |                                                       |                                                       |                                                       |                                                       |
| T3    | Dernière actualisation : — |                                                       |                                                       |                                                       |                                                       |                                                       |                                                       |                                                       |                                                       |

### Ligne T4
| Ligne | Caractéristiques | Caractéristiques                        | Caractéristiques                        | Caractéristiques                        | Caractéristiques                        | Caractéristiques                              | Caractéristiques                         | Caractéristiques                        | Caractéristiques                        |
| T4    | Quéven — Bel Air ⥋ Ploemeur — Pen Palud | Quéven — Bel Air ⥋ Ploemeur — Pen Palud | Quéven — Bel Air ⥋ Ploemeur — Pen Palud | Quéven — Bel Air ⥋ Ploemeur — Pen Palud | Quéven — Bel Air ⥋ Ploemeur — Pen Palud | Quéven — Bel Air ⥋ Ploemeur — Pen Palud       | Quéven — Bel Air ⥋ Ploemeur — Pen Palud  | Quéven — Bel Air ⥋ Ploemeur — Pen Palud | Quéven — Bel Air ⥋ Ploemeur — Pen Palud |
| ----- | --- | --------------------------------------- | --------------------------------------- | --------------------------------------- | --------------------------------------- | --------------------------------------------- | ---------------------------------------- | --------------------------------------- | --------------------------------------- |
| T4    | Ouverture / Fermeture 7 janvier 2019 / — | Longueur —                              | Durée 64 min                            | Nb. d’arrêts 55                         | Matériel Standards Articulés            | Jours de fonctionnement L, Ma, Me, J, V, S, D | Jour / Soir / Nuit / Fêtes O / O / N / O | Voy. / an —                             | Exploitant RATP Dev                     |
| T4    | Desserte : - Ville et lieux desservis : Quéven, Lorient, Larmor-Plage et Ploemeur - Gares desservies : Gare de Lorient. |                                         |                                         |                                         |                                         |                                               |                                          |                                         |                                         |
| T4    | Autre : - Particularités : En soirée, le samedi ou pendant les vacances d'été, après 20 h 30, le terminus sud est avancé à Larmor-Plage Centre. - Cette ligne est la seule (avec la 50 l'été) hors période scolaire à être assurée en bus articulés. - Date de dernière mise à jour : 7 septembre 2024. |                                         |                                         |                                         |                                         |                                               |                                          |                                         |                                         |
| T4    | Dernière actualisation : — |                                         |                                         |                                         |                                         |                                               |                                          |                                         |                                         |

|  |   |   |   |  | Stations                | Lat/Long | Communes     | Correspondances |
|  | - | - | - |  | ----------------------- | -------- | ------------ | --------------- |
|  | ■ |   |   |  | Guidel Z.A. de Pen Mané |          | Guidel       |                 |
|  | o |   |   |  | La Madeleine            |          | Guidel       |                 |
|  | o |   |   |  | Kerdurod                |          | Gestel       |                 |
|  | o |   |   |  | Route des Plages        |          | Gestel       |                 |
|  | o |   |   |  | Gestel Mairie           |          | Gestel       |                 |
|  | o |   |   |  | Laiterie de Gestel      |          | Gestel       |                 |
|  | o |   |   |  | Le Kerdy                |          | Gestel       |                 |
|  | o |   |   |  | Guéven Bel Air          |          | Quéven       |                 |
|  | o |   |   |  | Quéven Mairie           |          | Quéven       |                 |
|  | o |   |   |  | A. Lesage               |          | Quéven       |                 |
|  |   |   | ■ |  | Ninijo                  |          | Pont-Scorff  |                 |
|  |   |   | o |  | La Gare                 |          | Pont-Scorff  |                 |
|  |   |   | o |  | Place Tréano            |          | Pont-Scorff  |                 |
|  |   |   | o |  | François Mauriac        |          | Pont-Scorff  |                 |
|  |   |   | o |  | Gendarmerie             |          | Pont-Scorff  |                 |
|  |   |   | o |  | Mané Kerjean            |          | Pont-Scorff  |                 |
|  |   |   | o |  | Nénèze                  |          | Pont-Scorff  |                 |
|  |   |   | o |  | Les Terres de Nataë     |          | Pont-Scorff  |                 |
|  |   |   | o |  | Quéven Val Quéven       |          | Quéven       |                 |
|  |   |   | o |  | Tumulus                 |          | Quéven       |                 |
|  |   | o |   |  | Croizamus               |          | Quéven       |                 |
|  |   | o |   |  | Romain Rolland          |          | Quéven       |                 |
|  |   | o |   |  | Paul Verlaine           |          | Quéven       |                 |
|  |   | o |   |  | Kerzec                  |          | Quéven       |                 |
|  |   | o |   |  | Parc Kerzec             |          | Quéven       |                 |
|  |   | o |   |  | Kermabon                |          | Quéven       |                 |
|  |   | o |   |  | Ville de Toulouse       |          | Quéven       |                 |
|  |   | o |   |  | Beg Runio               |          | Quéven       |                 |
|  |   | o |   |  | Clairière               |          | Quéven       |                 |
|  |   | o |   |  | AFPA                    |          | Lorient      |                 |
|  |   | o |   |  | Perroquet Vert          |          | Lorient      |                 |
|  |   | o |   |  | Pôle Commercial K2      |          | Lorient      |                 |
|  |   | o |   |  | Grenouillère            |          | Lorient      |                 |
|  |   | o |   |  | Keryado Mairie          |          | Lorient      |                 |
|  |   | o |   |  | Liberté                 |          | Lorient      |                 |
|  |   | o |   |  | Le Puits                |          | Lorient      |                 |
|  |   | o |   |  | Calvin                  |          | Lorient      |                 |
|  |   | o |   |  | Oradour                 |          | Lorient      |                 |
|  |   | o |   |  | Yser                    |          | Lorient      |                 |
|  |   | o |   |  | Kérentrech              |          | Lorient      |                 |
|  |   | o |   |  | Gare d'Échanges         |          | Lorient      |                 |
|  |   | o |   |  | Chazelles-Hôpital       |          | Lorient      |                 |
|  |   | o |   |  | Alsace Lorraine         |          | Lorient      |                 |
|  |   | o |   |  | Faouëdic                |          | Lorient      |                 |
|  |   | o |   |  | Sécurité Sociale        |          | Lorient      |                 |
|  |   | o |   |  | Bayard                  |          | Lorient      |                 |
|  |   | o |   |  | Merville                |          | Lorient      |                 |
|  |   | o |   |  | Lycées                  |          | Lorient      |                 |
|  |   | o |   |  | La Puce                 |          | Lorient      |                 |
|  |   | o |   |  | Fontaine des Anglais    |          | Lorient      |                 |
|  |   | o |   |  | Jean Moulin             |          | Lorient      |                 |
|  |   | o |   |  | Quélisoy                |          | Larmor-Plage |                 |
|  |   | o |   |  | Petit Bouchon           |          | Larmor-Plage |                 |
|  |   | o |   |  | Vieux Moulin            |          | Larmor-Plage |                 |
|  |   | o |   |  | 4 Chemins               |          | Larmor-Plage |                 |
|  |   | o |   |  | Le Minio                |          | Larmor-Plage |                 |
|  |   | o |   |  | Keramzec                |          | Larmor-Plage |                 |
|  |   | o |   |  | Petit Phare             |          | Larmor-Plage |                 |
|  |   | o |   |  | Kernével                |          | Larmor-Plage |                 |
|  |   | o |   |  | Nourriguel              |          | Larmor-Plage |                 |
|  |   | o |   |  | Toulhars                |          | Larmor-Plage |                 |
|  |   | o |   |  | Kerblaisy               |          | Larmor-Plage |                 |
|  |   | o |   |  | Le Menez                |          | Larmor-Plage |                 |
|  |   | ■ |   |  | Lamor-Plage Centre      |          | Larmor-Plage |                 |

### Ligne T5
| Ligne | Caractéristiques | Caractéristiques                                                      | Caractéristiques                                                      | Caractéristiques                                                      | Caractéristiques                                                      | Caractéristiques                                                      | Caractéristiques                                                      | Caractéristiques                                                      | Caractéristiques                                                      |
| T5    | Lorient — La Base - Cité de la Voile ⥋ Inzinzac-Lochrist — Mané Bihan                                                                   | Lorient — La Base - Cité de la Voile ⥋ Inzinzac-Lochrist — Mané Bihan | Lorient — La Base - Cité de la Voile ⥋ Inzinzac-Lochrist — Mané Bihan | Lorient — La Base - Cité de la Voile ⥋ Inzinzac-Lochrist — Mané Bihan | Lorient — La Base - Cité de la Voile ⥋ Inzinzac-Lochrist — Mané Bihan | Lorient — La Base - Cité de la Voile ⥋ Inzinzac-Lochrist — Mané Bihan | Lorient — La Base - Cité de la Voile ⥋ Inzinzac-Lochrist — Mané Bihan | Lorient — La Base - Cité de la Voile ⥋ Inzinzac-Lochrist — Mané Bihan | Lorient — La Base - Cité de la Voile ⥋ Inzinzac-Lochrist — Mané Bihan |
| ----- | --- | --------------------------------------------------------------------- | --------------------------------------------------------------------- | --------------------------------------------------------------------- | --------------------------------------------------------------------- | --------------------------------------------------------------------- | --------------------------------------------------------------------- | --------------------------------------------------------------------- | --------------------------------------------------------------------- |
| T5    | Ouverture / Fermeture 2 septembre 2024 / —                                                                                              | Longueur —                                                            | Durée 70 min                                                          | Nb. d’arrêts —                                                        | Matériel —                                                            | Jours de fonctionnement L, Ma, Me, J, V, S, D                         | Jour / Soir / Nuit / Fêtes O / O / N / O                              | Voy. / an —                                                           | Exploitant RATP Dev                                                   |
| T5    | Desserte : - Ville et lieux desservis : Inzinzac-Lochrist, Hennebont, Caudan, Lanester et Lorient - Gares desservies : Gare de Lorient. |                                                                       |                                                                       |                                                                       |                                                                       |                                                                       |                                                                       |                                                                       |                                                                       |
| T5    | Autre : - Particularités : - Date de dernière mise à jour : 7 septembre 2024.                                                           |                                                                       |                                                                       |                                                                       |                                                                       |                                                                       |                                                                       |                                                                       |                                                                       |
| T5    | Dernière actualisation : — |                                                                       |                                                                       |                                                                       |                                                                       |                                                                       |                                                                       |                                                                       |                                                                       |

## Tracé et stations

### Tracé
Triskell part du centre de Lorient, du futur pôle d'échanges multimodal de la gare, et va dans trois directions différentes : au Nord Quéven, à l'Est Lanester et à l'Ouest Plœmeur. Son tracé passe pars les principales rues de chaque ville.

#### Itinéraire
D'est en ouest, le Triskell débute à Lanester au niveau du croisement des Avenues Kesler-Devillers, François Mitterrand et Marat, traverse le Quartier Kesler-Devillers pour poursuivre son itinéraire dans le Petit Lanester, le Centre Alpha puis la Rive du Scorff sur voie banalisée (partagée entre voitures, vélos et bus) bien que des "shunts" soient créés au niveau des ronds-points (la priorité est laissée aux bus par des cédez le passage au croisement des voitures avec la voie de bus, ce qui constitue un aménagement accidentogène puisque le rayon de ces ronds-points reste relativement faible pour un trafic automobile important). Le Triskell se poursuit au niveau de la traversée du Scorff par la construction d'un pont destiné à celui-ci initialement (la circulation automobile y sera autorisée seulement quelques mois après l'inauguration du Triskell 1) puis par des aménagements destinés aux bus en arrivant à Lorient. A noter que cet aménagement reprend en grande partie le tracé d'une ancienne voie ferrée qui dérivait de la gare.
Le Triskell débouche sur la Gare d'Echanges, pour poursuivre sur les aménagements déjà existants (Cours de Chazelles puis centre-ville de Lorient) jusqu'à la Place Aristide Briand avec le réaménagement de l'Avenue Anatole France qui présente des ronds-points (traversés par le site propre) au lieu des anciens carrefours à feux jusqu'au croisement avec l'Avenue de la Marne et l'Avenue Jean Jaurès qui marque la fin de la première phase du projet.

### Stations
Les stations sont constituées d'abribus banalisés (JCDecaux pour la plupart) mais d'une information voyageurs renforcée avec la présence de BIV. Les quais sont dotés de lampadaires, bancs et de pavages bleus et blancs en reprenant la forme de vagues.

#### Liste des stations
Les arrêts sont signalés par un • et les pôles d'échanges par un O.
|  |   |   |   |   |  | Stations                   | Lat/Long                    | Communes | Lignes utilisant l'infrastructure                                  | Notes |
|  | - | - | - | - |  | -------------------------- | --------------------------- | -------- | ------------------------------------------------------------------ | ----- |
|  |   |   |   |   |  |                            |                             |          |                                                                    |       |
|  |   | • |   |   |  | Croizamus                  | 47° 47′ 38″ N, 3° 24′ 40″ O | Quéven   | T4                                                                 |       |
|  |   | • |   |   |  | A. Lesage                  | 47° 47′ 31″ N, 3° 24′ 53″ O | Quéven   | T4 ; 36                                                            |       |
|  |   | • |   |   |  | Ville de Toulouse          | 47° 47′ 18″ N, 3° 24′ 58″ O | Quéven   | T4 ; 30 ; 36                                                       |       |
|  |   | • |   |   |  | Beg Runio                  | 47° 47′ 04″ N, 3° 24′ 54″ O | Quéven   | T4                                                                 |       |
|  |   | • |   |   |  | Quéven Clairière           | 47° 46′ 51″ N, 3° 24′ 38″ O | Quéven   | T4                                                                 |       |
|  |   | • |   |   |  | AFPA                       | 47° 46′ 20″ N, 3° 24′ 16″ O | Lorient  | T4                                                                 |       |
|  |   | • |   |   |  | Perroquet Vert             | 47° 45′ 59″ N, 3° 24′ 04″ O | Lorient  | T4 ; 10                                                            |       |
|  |   | • |   |   |  | Pôle Commercial K2         | 47° 45′ 50″ N, 3° 23′ 49″ O | Lorient  | T4 ; 10                                                            |       |
|  |   |   |   |   |  |                            |                             |          |                                                                    |       |
|  |   |   |   | • |  | Rond-Point de Keryado      | 47° 45′ 47″ N, 3° 23′ 44″ O | Lorient  | T1 ; 13                                                            |       |
|  |   |   |   | • |  | Chambre des Métiers        | 47° 45′ 34″ N, 3° 23′ 31″ O | Lorient  | T1 ; 13                                                            |       |
|  |   |   |   | • |  | Le Plénéno                 | 47° 45′ 28″ N, 3° 23′ 25″ O | Lorient  | T1 ; 13                                                            |       |
|  |   |   |   | • |  | Kerfichant                 | 47° 45′ 20″ N, 3° 23′ 30″ O | Lorient  | T1 ; 13                                                            |       |
|  |   | • |   |   |  | Grenouillère               | 47° 45′ 48″ N, 3° 23′ 40″ O | Lorient  | T4 ; 10                                                            |       |
|  |   | • |   |   |  | Usine des Eaux             | 47° 45′ 45″ N, 3° 23′ 29″ O | Lorient  | T4 ; 10                                                            |       |
|  |   | • |   |   |  | Keryado Mairie             | 47° 45′ 43″ N, 3° 23′ 21″ O | Lorient  | T4 ; 10                                                            |       |
|  |   | • |   |   |  | Liberté                    | 47° 45′ 40″ N, 3° 23′ 09″ O | Lorient  | T4 ; 10                                                            |       |
|  |   | • |   |   |  | Roche                      | 47° 45′ 33″ N, 3° 22′ 44″ O | Lorient  | T4 ; 10                                                            |       |
|  |   | • |   |   |  | Calvin                     | 47° 45′ 30″ N, 3° 22′ 34″ O | Lorient  | T4 ; 10                                                            |       |
|  |   | • |   |   |  | Oradour                    | 47° 45′ 28″ N, 3° 22′ 22″ O | Lorient  | T4                                                                 |       |
|  |   | • |   |   |  | Normandie                  | 47° 45′ 26″ N, 3° 22′ 18″ O | Lorient  | T1 ; 10                                                            |       |
|  |   | O |   |   |  | GARE SNCF                  | 47° 45′ 16″ N, 3° 22′ 06″ O | Lorient  | T1 ; 10 ; 13 ; BreizhGo ; TER Bretagne ; 112                       |       |
|  |   | O |   |   |  | GARE D'ECHANGES            | 47° 45′ 19″ N, 3° 21′ 48″ O | Lorient  | T1 ; T2 ; T3 ; T4 ; 10 ; 11 ; 12 ; 13 ; 14 ; 40E ; 41E ; 42E ; 112 |       |
|  |   |   | • |   |  | Melun                      | 47° 45′ 23″ N, 3° 21′ 27″ O | Lorient  | T3 ; 12 ; 14                                                       |       |
|  |   |   | • |   |  | Rives du Scorff            | 47° 45′ 20″ N, 3° 21′ 19″ O | Lorient  | T3 ; 12 ; 14                                                       |       |
|  |   |   | • |   |  | Ville en Bois              | 47° 45′ 25″ N, 3° 21′ 17″ O | Lorient  | T3 ; 14                                                            |       |
|  |   |   | • |   |  | Quai Péri                  | 47° 45′ 36″ N, 3° 21′ 12″ O | Lanester | T3 ; 14                                                            |       |
|  |   |   | • |   |  | Général Leclerc            | 47° 45′ 42″ N, 3° 21′ 07″ O | Lanester | T3 ; 14                                                            |       |
|  |   |   | • |   |  | Quai 9                     | 47° 45′ 44″ N, 3° 20′ 53″ O | Lanester | T2 ; T3 ; 14 ; 31                                                  |       |
|  |   |   | • |   |  | Le Corpont                 | 47° 45′ 46″ N, 3° 20′ 46″ O | Lanester | T2 ; 14                                                            |       |
|  |   |   | • |   |  | Lycée Jean Macé            | 47° 45′ 57″ N, 3° 20′ 43″ O | Lanester | T2 ; 14                                                            |       |
|  |   |   | • |   |  | Petit Lanester             | 47° 46′ 06″ N, 3° 20′ 42″ O | Lanester | T2 ; 14                                                            |       |
|  |   |   | • |   |  | Kesler Devillers           | 47° 46′ 03″ N, 3° 20′ 28″ O | Lanester | T2 ; T3 ; 14                                                       |       |
|  | • |   |   |   |  | Chazelles-Hôpital          | 47° 45′ 08″ N, 3° 21′ 41″ O | Lorient  | T1 ; T2 ; T3 ; T4 ; 10 ; 11 ; 12 ; 13 ; 41E ; 42E ; 112            |       |
|  | • |   |   |   |  | Alsace Lorraine            | 47° 45′ 00″ N, 3° 21′ 43″ O | Lorient  | T1 ; T2 ; T3 ; T4 ; 10 ; 11 ; 13 ; 41E ; 42E                       |       |
|  | • |   |   |   |  | Faouëdic                   | 47° 44′ 53″ N, 3° 21′ 53″ O | Lorient  | T1 ; T2 ; T3 ; T4 ; 10 ; 11 ; 13 ; 41E ; 42E                       |       |
|  | • |   |   |   |  | Sécurité Sociale           | 47° 44′ 47″ N, 3° 22′ 01″ O | Lorient  | T1 ; T2 ; T3 ; T4 ; 11 ; 41E ; 42E ; Campus Express                |       |
|  | • |   |   |   |  | Bayard                     | 47° 44′ 43″ N, 3° 22′ 18″ O | Lorient  | T2 ; T3 ; T4 ; 41E ; 42E ; Campus Express                          |       |
|  | • |   |   |   |  | Merville                   | 47° 44′ 43″ N, 3° 22′ 32″ O | Lorient  | T2 ; T3 ; T4 ; 41E ; 42E ; Campus Express                          |       |
|  | • |   |   |   |  | Lycées                     | 47° 44′ 37″ N, 3° 22′ 54″ O | Lorient  | T1 ; T2 ; T3 ; T4 ; 41E ; 42E ; Campus Express                     |       |
|  | • |   |   |   |  | Campus Lettres             | 47° 44′ 33″ N, 3° 23′ 15″ O | Lorient  | T1 ; T2 ; T3 ; Campus Express                                      |       |
|  |   |   |   |   |  |                            |                             |          |                                                                    |       |
|  |   |   | • |   |  | G. Le Lain                 | 47° 44′ 33″ N, 3° 23′ 27″ O | Lorient  | T2                                                                 |       |
|  |   |   | • |   |  | Kervenannec                | 47° 44′ 44″ N, 3° 23′ 25″ O | Lorient  | T2                                                                 |       |
|  | • |   |   |   |  | Bibliothèque Universitaire | 47° 44′ 44″ N, 3° 23′ 25″ O | Lorient  | T1 ; T3 ; 10 ; Campus Express                                      |       |
|  | • |   |   |   |  | Campus Sciences            | 47° 44′ 49″ N, 3° 23′ 38″ O | Lorient  | T3 ; Campus Express                                                |       |
|  | • |   |   |   |  | Kerdiret                   | 47° 44′ 41″ N, 3° 23′ 44″ O | Lorient  | T3                                                                 |       |
|  | • |   |   |   |  | Kerabus                    | 47° 44′ 36″ N, 3° 24′ 05″ O | Plœmeur  | T3                                                                 |       |
|  | • |   |   |   |  | Parc Technologique de Soye | 47° 44′ 30″ N, 3° 24′ 19″ O | Plœmeur  | T3                                                                 |       |
|  | • |   |   |   |  | Saint-Mathurin             | 47° 44′ 22″ N, 3° 24′ 44″ O | Plœmeur  | T3                                                                 |       |
|  | • |   |   |   |  | Kerjoël                    | 47° 44′ 19″ N, 3° 25′ 09″ O | Plœmeur  | T3 ; 33                                                            |       |
|  | • |   |   |   |  | Kergourgant                | 47° 44′ 21″ N, 3° 25′ 24″ O | Plœmeur  | T3 ; 33                                                            |       |
|  | • |   |   |   |  | Fontaine Saint-Pierre      | 47° 44′ 23″ N, 3° 25′ 36″ O | Plœmeur  | T3 ; 33                                                            |       |
|  | • |   |   |   |  | Plœmeur Église             | 47° 44′ 11″ N, 3° 25′ 40″ O | Plœmeur  | T3 ; 109                                                           |       |

## Exploitation

### Le matériel

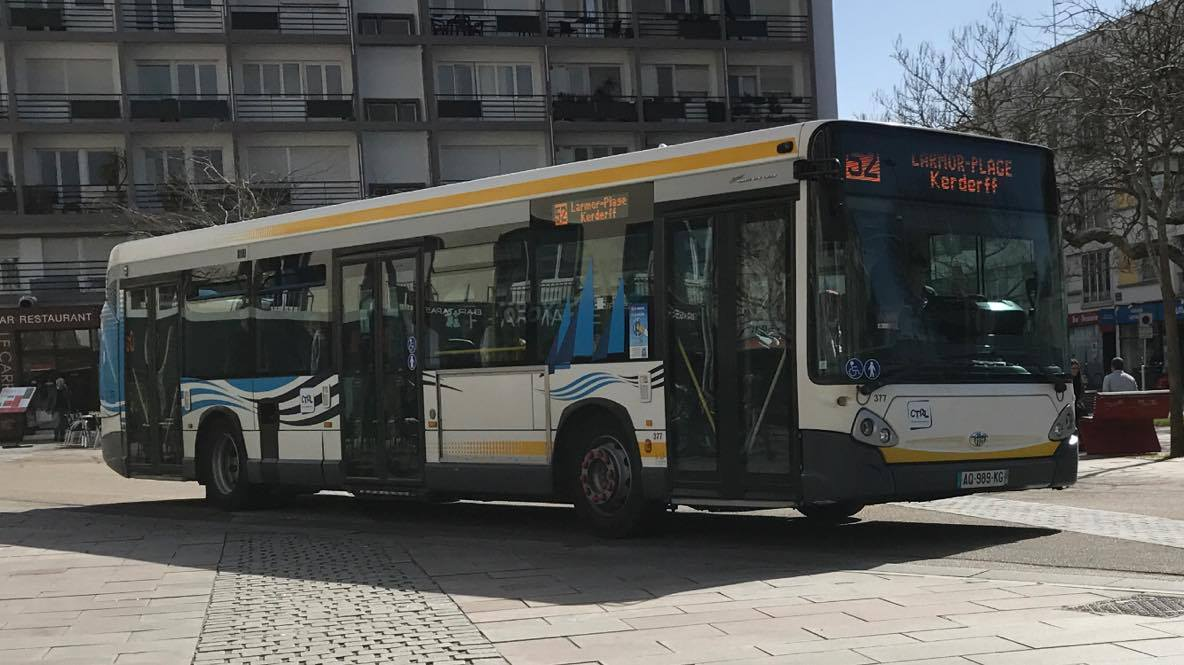
Heuliez GX 327

Le matériel ne se distingue pas des autres véhicules puisqu'une bonne partie des lignes circulent sur le TCSP sans y circuler intégralement (on notera cependant que les lignes fortes T2, T3 et T4 ont un tracé qui suit majoritairement le triskell), les bus ayant leur parcours sur ces lignes sont donc des véhicules banalisés du réseau.

### Tarification et financement
Le tarif est celui en vigueur sur tout le réseau soit 1€50 pour le titre à l'unité.